# Новоліпськ
Новоліпськ (пол. Nowolipsk) — село в Польщі, у гміні Хоч Плешевського повіту Великопольського воєводства.
Населення — 208 осіб (2011).

## Демографія
Демографічна структура станом на 31 березня 2011 року:
|          | Загалом | Допрацездатний вік | Працездатний вік | Постпрацездатний вік |
| -------- | ------- | ------------------ | ---------------- | -------------------- |
| Чоловіки | 103     | 18                 | 69               | 16                   |
| Жінки    | 105     | 22                 | 55               | 28                   |
| Разом    | 208     | 40                 | 124              | 44                   |